# Navalha de Hitchens
Navalha de Hitchens é uma navalha epistemológica afirmando que o ônus da prova sobre a veracidade de uma alegação é de quem faz a alegação. Se esse ônus não é atendido, o pedido é improcedente e seus oponentes não precisam mais argumentar para descartá-lo. Seu nome, lembrando a navalha de Occam, origina-se do jornalista e escritor Christopher Hitchens, que em 2003, em um artigo na revista Slate o formulou: "O que pode ser afirmado sem evidências pode ser rejeitado sem evidências." O aforismo também aparece em Deus Não É Grande: Como a Religião Envenena Tudo, um livro de Hitchens publicado em 2007.
A Navalha de Hitchens é uma tradução para o inglês do provérbio latino "Quod gratis asseritur, gratis negatur" ("o que é livremente afirmado é livremente negado"), que foi muito usado no século XIX.